# أي تي في (قناة تركية)
تلفزيون الأحداث الجارية (بالتركية: Aktüel Televizyonu)‏ أو اختصاراً ATV هي قناة تلفزيونية تركية، بدأت البث في 9 سبتمبر 1992. تعتبر من القنوات الرئيسية في تركيا حيث تبلغ حصته بالسوق 9.11٪ حسب إحصاء أغسطس عام 2013

## أعمال القناة
- الهاوية
- اشرح أيها البحر الأسود
- زهرة الثالوث
- الأزهار الحزينة
- قطاع الطرق لن يحكموا العالم
- العشق الأسود
- هذه المدينة ستلاحقك
- المؤسس عثمان
- كان يا مكان في تشكوروفا
- مرعشلي
- إخوتي
- حكاية ليلة

## وصلات خارجية
- الموقع الرسمي
 (بالتركية)